# Centromyrmex sellaris
Centromyrmex sellaris är en myrart som beskrevs av Mayr 1896. Centromyrmex sellaris ingår i släktet Centromyrmex och familjen myror.

## Underarter
Arten delas in i följande underarter:
- C. s. longiventris
- C. s. sellaris

## Bildgalleri

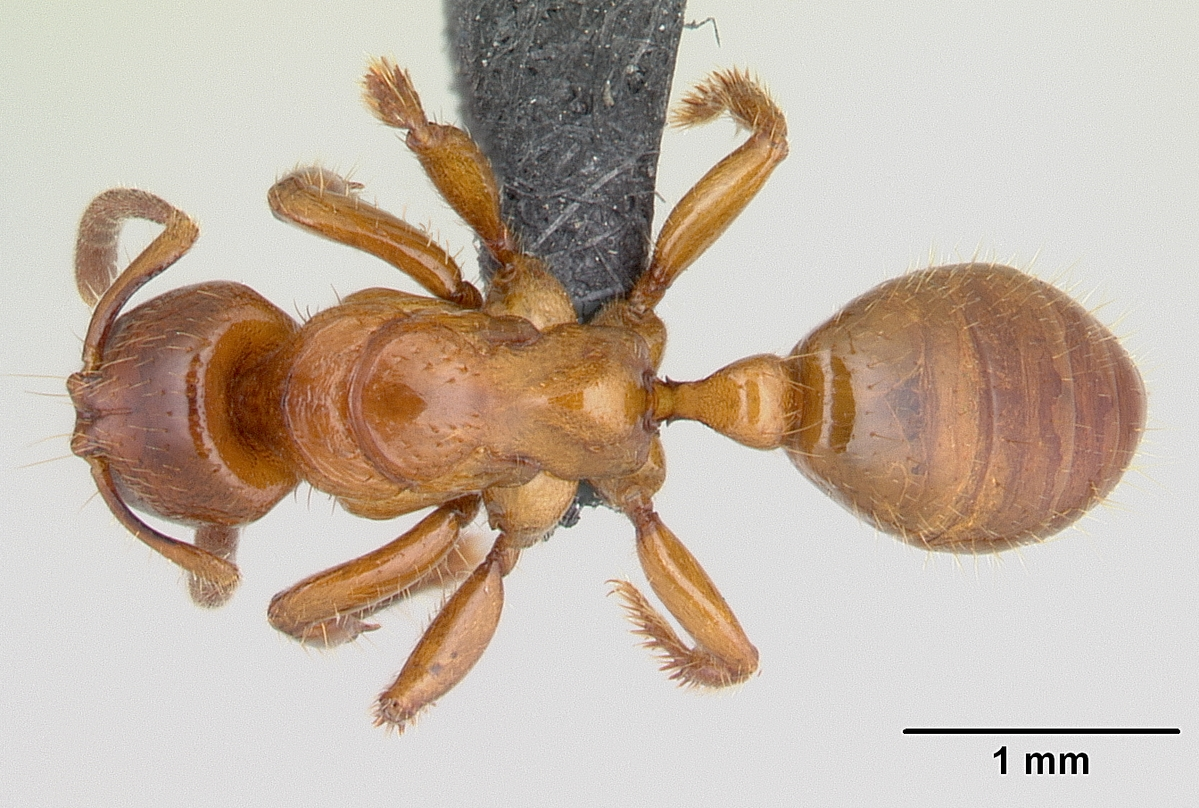
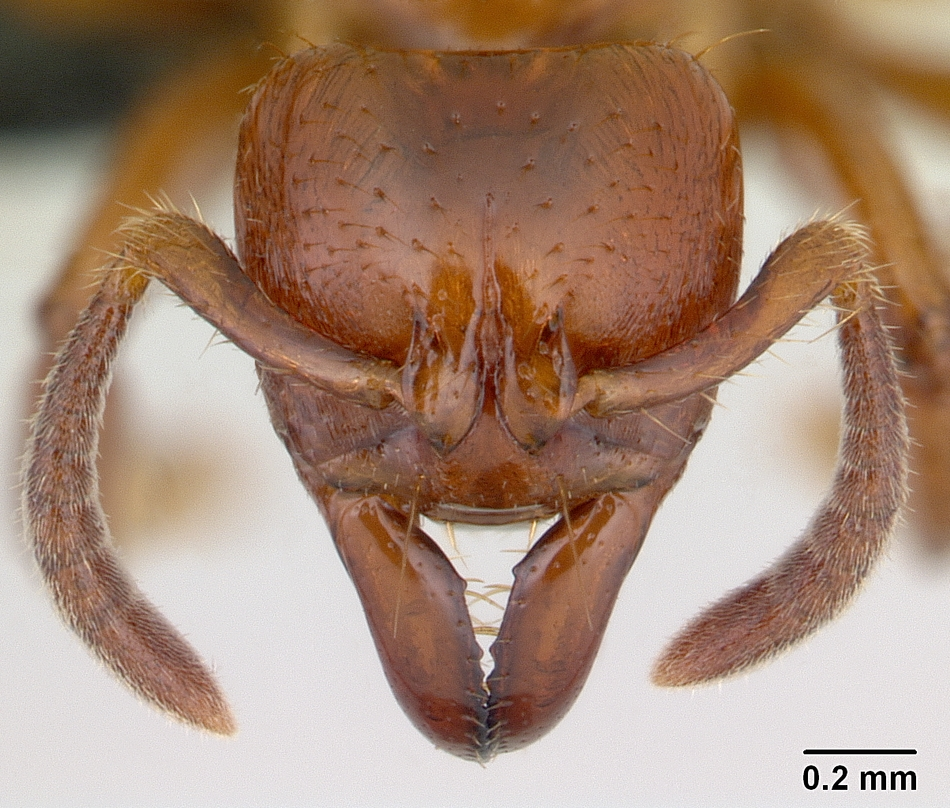
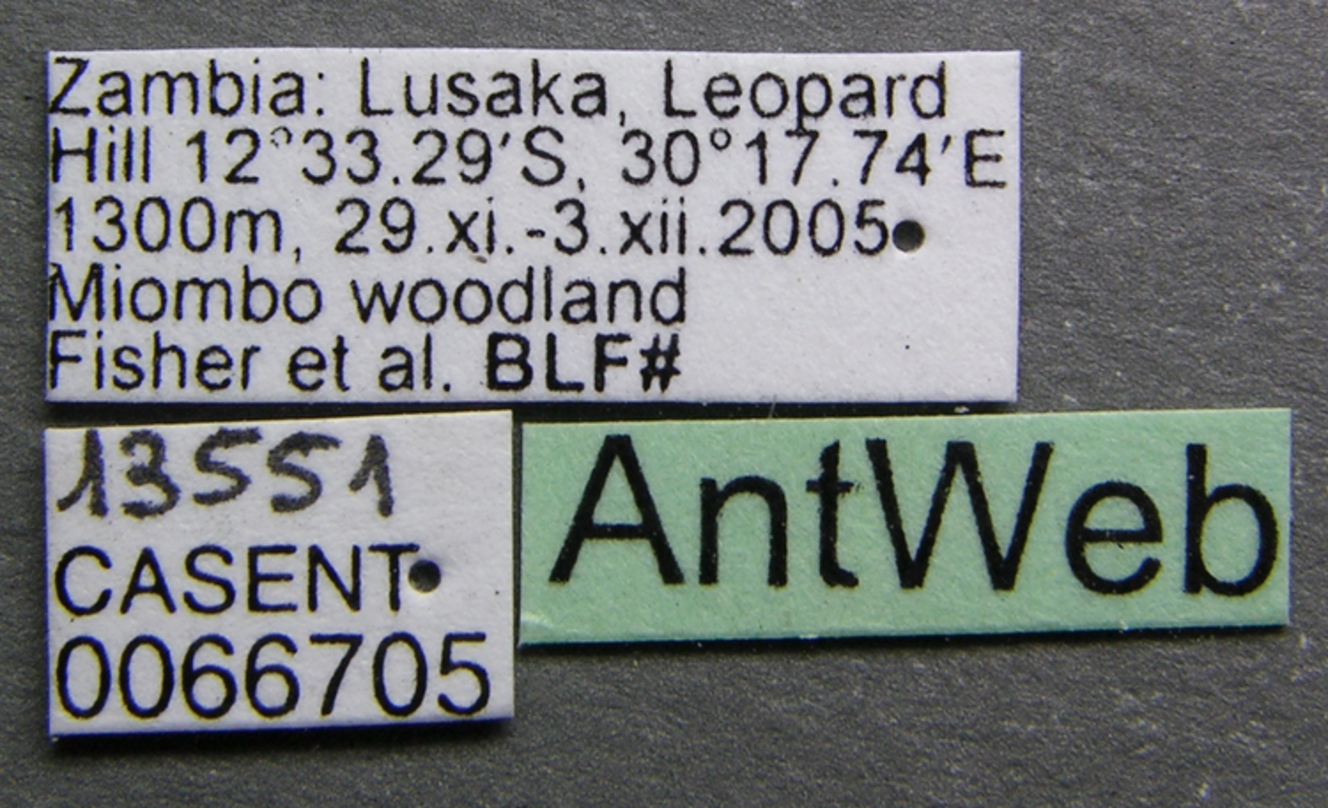
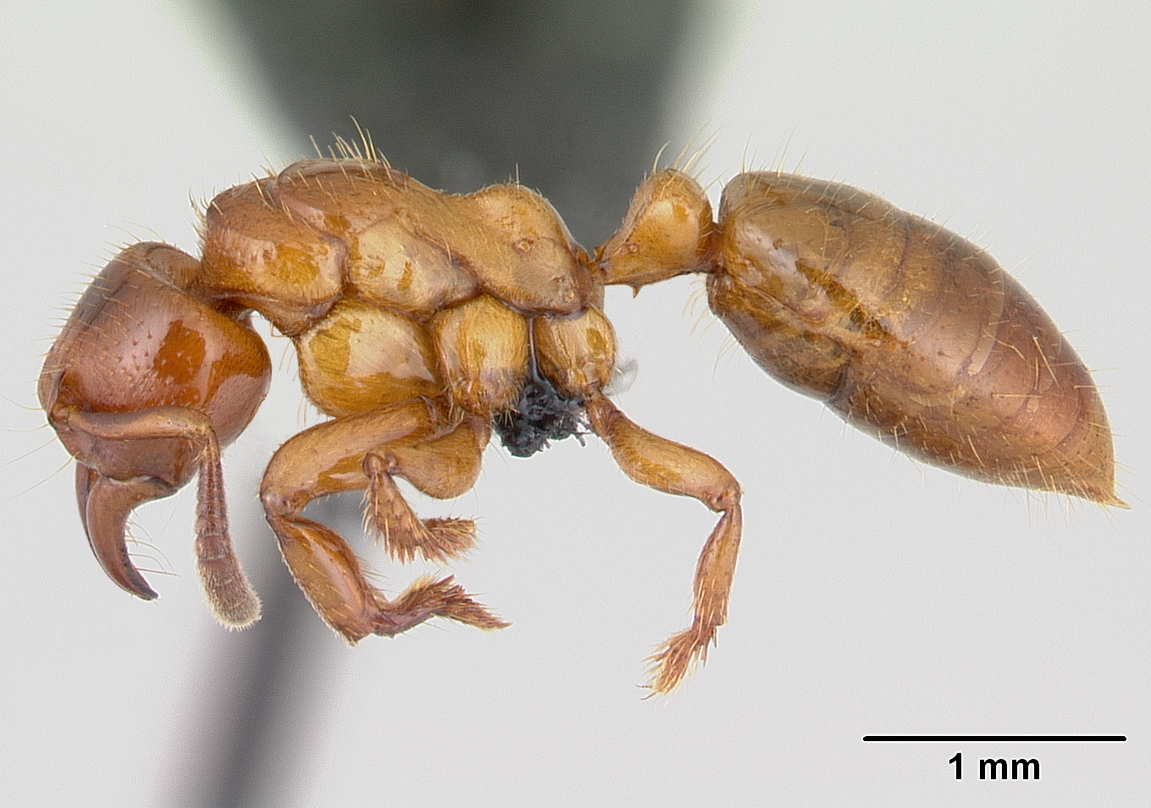
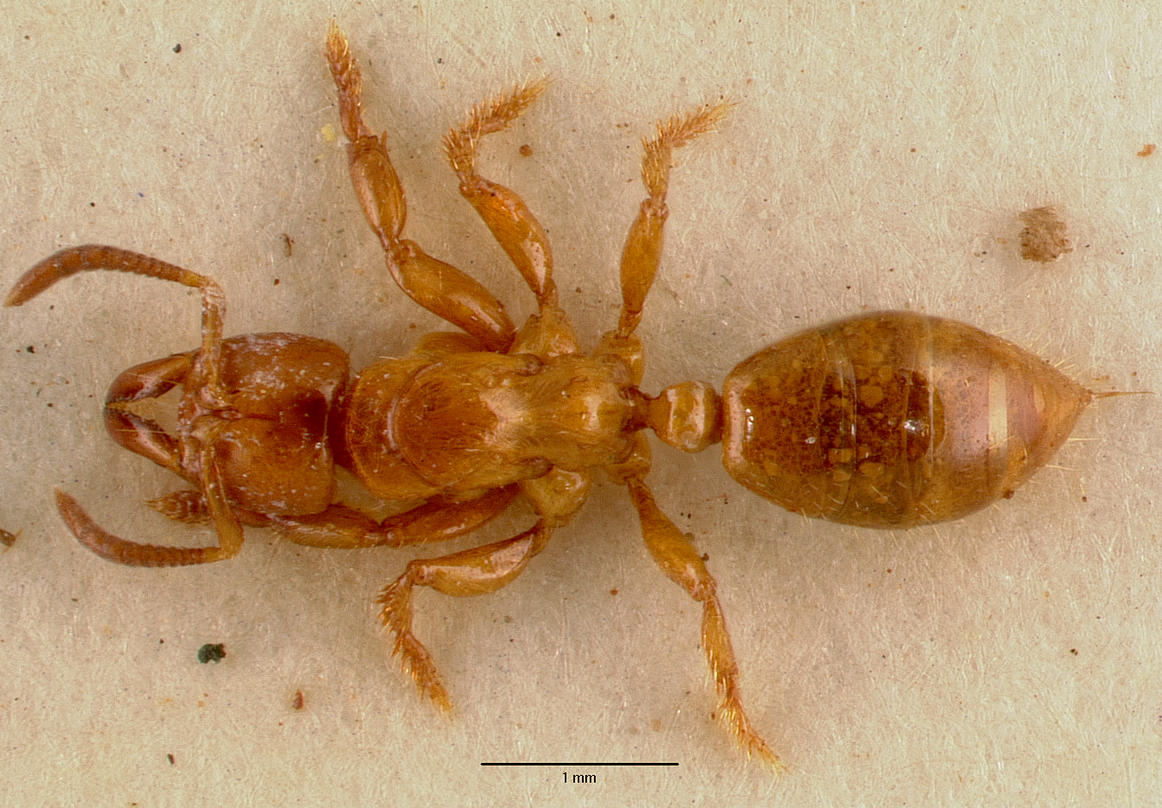
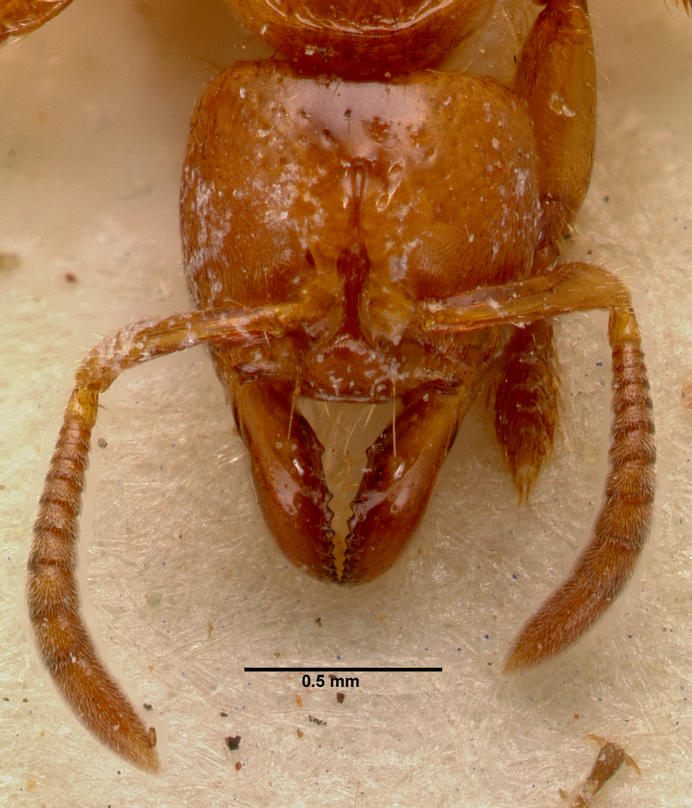